# Rodolfo Pérez Pimentel
Rodolfo Pérez Pimentel (Guayaquil, 2 de noviembre de 1939) es un abogado, historiador y biógrafo ecuatoriano. Fue declarado Cronista vitalicio de la ciudad de Guayaquil y es miembro de la Academia Nacional de Historia del Ecuador. Fue su tío materno el historiador Julio Pimentel Carbo.

## Educación
Todos sus estudios los realizó en su ciudad natal: la primaria en el Colegio Internacional y en el San José de La Salle, y la secundaria en el Colegio Nacional Vicente Rocafuerte, donde en 1958 se graduó de Bachiller.
Al año siguiente ingresó a la Facultad de Jurisprudencia, Ciencias Sociales y Políticas de la Universidad de Guayaquil, donde en 1963 obtuvo su licenciatura. En 1968 obtuvo el título de Abogado de los Tribunales y Juzgados de la República y, finalmente, en 1979 obtuvo el de Doctor en Jurisprudencia.

## Funciones públicas y privadas
Ha desempeñado diferentes cargos públicos y privados por medio de los que ha servido con civismo a la sociedad no solo guayaquileña sino de todo el Ecuador. En 1975 fue designado Miembro del Departamento de Historia y Geografía del Estado Mayor, al año siguiente Concejal Comisionado de Cultura del Cantón Guayaquil, y en 1978 la Municipalidad lo declaró Cronista Vitalicio de Guayaquil. Posteriormente y continuando con su incansable labor en beneficio de la cultura, en 1981 fundó el Centro de Investigación y Cultura del Banco Central del Ecuador de Guayaquil. En 2014 elegido Presidente de la Academia Nacional de Historia Capítulo Guayaquil.

## Legado
Es un destacado genealogista, biógrafo e historiador, y producto de sus investigaciones en dichos campos ha publicado importantes obras como “Nuestro Guayaquil de Antaño”, “Relatos de Antaño”, “Heráldica Ecuatoriana”, “Parasicología” (colección de cien relatos ecuatorianos sobre el más allá), “Cosas de Mi Tierra”, “Anecdotario de Literatos”, “Ecuador Profundo” y su importantísimo “Diccionario Biográfico Ecuatoriano”, en más de 25 tomos en los que recopila las biografías que anteriormente había publicado en los principales diarios del país, a más de las actualizaciones y adiciones posteriores.
En 1985 fue designado Miembro Correspondiente de la Academia Nacional de Historia del Ecuador y al año siguiente estuvo entre los fundadores de la Academia de Historia Marítima del Ecuador.

## Distinciones
En reconocimiento a sus altísimos méritos, en el 2005 el Congreso Nacional le otorgó la medalla Vicente Rocafuerte ”Al Mérito Cultural”. 
En el año 2007, el presidente de la República Dr. Alfredo Palacio, le concedió el premio Nacional Eugenio Espejo, en la categoría de literatura.

## Obra destacada
Su Diccionario biográfico del Ecuador del 1928 es una de sus publicaciones más importantes, consiste en reseñas de personajes ecuatorianos y extranjeros, que han aportando al engrandecimiento de este país.
Ha escrito la biografía de varios ilustres personajes entre los cuales se puede destacar a Eugenio Espejo.

## Obras
- Archivo Biográfico Ecuador
- Diccionario biográfico del Ecuador
- El Ecuador profundo2019
- Nuestro Guayaquil antiguo
- El Ecuador social
- Cuentos parasicológicos
- Libro de Misterio